# Füzesséry Magdolna
Füzesséry Magdolna (Kóly, 1894. április 24. – Cleveland, 1975.?) magyar festő és szobrászművész.

## Élete
A levéltári dokumentumból egy részlet: "Az ősi nemzetségből leszármazó Füzesséry, illetve Tövisi családnak családfája, amely család Árpád vezér alatt Krisztus 889dik évében a bolgárok Zalán nevű fejedelmének legyőzetése után a Füzesér körül fekvő földet elfoglalta, megszállotta, s nevét ezért Füzesér nevével cserélte fel és elhagyván ősi nemzetségi nevét, felvette a Füzesséry nevet, szerencse kísérvén fegyvereit és legyőzetvén Dácsa valamint az oláhok  fejedelme Gyula, s Erdély is elfoglaltatván az egyik testvér a Füzesséry családból Tövis városában telepedett meg, és felvette a Tövis nevet."
1894. április 24-én, tövisi és füzeséri Füzesséry Magdolna Izabella néven született a Bihar vármegyei Kólyon. Édesapja, tövisi és füzeséri Füzesséry Kálmán gazdag földbirtokos. Unokahúga, tövisi és füzesséri dr. Füzesséry Mária (1897-1983), akinek a férje, vitéz Békéssy Rudolf (1883–1972) vezérkari ezredes, a Zala vármegye Vitézi Rend székkapitánya 1931 és 1935 között. 1923-ban doktorált Budapesten. Doktori disszertációja: Lévay József költészete.
1913-ban Budapestre került, tanulmányi ösztöndíjjal a Magyar Képzőművészeti Akadémiára, ahol festő- és szobrászművészi diplomát szerzett 1918-ban.
Tanárai voltak többek között Glatz Oszkár, Szinyei Merse Pál, dr. Benczúr Gyula, Csók István és liptóujvári Strobl Alajos is.
Diplomavédés után visszatért Erdélybe, ahol 1918. szeptember 5-én Kólyon férjhez ment. Férje, Lőrincz Ferenc, Magyar Királyi műszaki főtanácsos, kataszteri mérnök (Nagykároly, 1887. december 5. – Sátoraljaújhely, 1960. augusztus 3.). Erdély szerte híres portréfestő lett, kiállításai voltak Nagyváradon, Marosvásárhelyen és Bukarestben is, de Nagybányán is megfordult.
Gyermekei; leánya, Lőrincz Pálma Emília (Nagyvárad, 1919. június 2. - Sződliget, 2011. április 12.) Fia, vitéz Lőrincz Mátyás Tibor, (Nagyvárad, 1921. január 4. - Ságvár, 1944. november 5.) a Magyar Királyi Honvéd Légierő 101-es Puma század vadászpilótája volt, aki 23 évesen repülő hősi halált halt a II. világháborúban. Sírfelirata; "1921. Erdély - Dunántúl 1944. ÉRTED SZENT MAGYAR HAZÁM!" 2013. május 26-án, a Hősök Napján avatták posztumusz vitézzé a Budai Vár gótikus lovagtermében.
1945. után megélhetését kerámia- és porcelánfestéssel tudta csak biztosítani, hamarosan kivándorlásra kényszerült. Előbb Budapest, majd az Amerikai Egyesült Államok, (USA, Ohio) Cleveland,  voltak állomásai. Alkotói tevékenységét Amerikában sem hagyta abba. Itt pannókat festett, kerámia portrékat készített, többek között Kennedy elnökről, és VI. Pál pápáról is.
1975.(?)-ben  hunyt el Clevelandben.